# Megalycinia
Megalycinia is een geslacht van vlinders van de familie spanners (Geometridae).

## Soorten
- M. serraria (A. Costa, 1882)
- M. strictaria (Lederer, 1853)